# Tuxtla Gutiérrez
Tuxtla Gutiérrez là một đô thị thuộc bang Chiapas, México. Năm 2005, dân số của đô thị này là 503320 người.

## Khí hậu
Theo phân loại Köppen, thành phố có khí hậu nhiệt đới xavan. Phần lớn lượng mưa chỉ rơi trong mùa hè.
| Dữ liệu khí hậu của Tuxtla Gutiérrez     | Dữ liệu khí hậu của Tuxtla Gutiérrez | Dữ liệu khí hậu của Tuxtla Gutiérrez | Dữ liệu khí hậu của Tuxtla Gutiérrez | Dữ liệu khí hậu của Tuxtla Gutiérrez | Dữ liệu khí hậu của Tuxtla Gutiérrez | Dữ liệu khí hậu của Tuxtla Gutiérrez | Dữ liệu khí hậu của Tuxtla Gutiérrez | Dữ liệu khí hậu của Tuxtla Gutiérrez | Dữ liệu khí hậu của Tuxtla Gutiérrez | Dữ liệu khí hậu của Tuxtla Gutiérrez | Dữ liệu khí hậu của Tuxtla Gutiérrez | Dữ liệu khí hậu của Tuxtla Gutiérrez | Dữ liệu khí hậu của Tuxtla Gutiérrez |
| Tháng                                    | 1                                    | 2                                    | 3                                    | 4                                    | 5                                    | 6                                    | 7                                    | 8                                    | 9                                    | 10                                   | 11                                   | 12                                   | Năm                                  |
| ---------------------------------------- | ------------------------------------ | ------------------------------------ | ------------------------------------ | ------------------------------------ | ------------------------------------ | ------------------------------------ | ------------------------------------ | ------------------------------------ | ------------------------------------ | ------------------------------------ | ------------------------------------ | ------------------------------------ | ------------------------------------ |
| Cao kỉ lục °C (°F)                       | 37.6 (99.7)                          | 40.1 (104.2)                         | 42.0 (107.6)                         | 42.0 (107.6)                         | 41.7 (107.1)                         | 41.2 (106.2)                         | 36.6 (97.9)                          | 36.5 (97.7)                          | 39.0 (102.2)                         | 37.5 (99.5)                          | 38.8 (101.8)                         | 36.6 (97.9)                          | 42.0 (107.6)                         |
| Trung bình ngày tối đa °C (°F)           | 29.8 (85.6)                          | 31.5 (88.7)                          | 33.9 (93.0)                          | 35.6 (96.1)                          | 35.4 (95.7)                          | 32.8 (91.0)                          | 32.0 (89.6)                          | 32.1 (89.8)                          | 31.3 (88.3)                          | 30.7 (87.3)                          | 30.4 (86.7)                          | 29.7 (85.5)                          | 32.1 (89.8)                          |
| Trung bình ngày °C (°F)                  | 23.0 (73.4)                          | 24.3 (75.7)                          | 26.1 (79.0)                          | 28.2 (82.8)                          | 28.7 (83.7)                          | 27.2 (81.0)                          | 26.4 (79.5)                          | 26.5 (79.7)                          | 26.1 (79.0)                          | 25.5 (77.9)                          | 24.4 (75.9)                          | 23.3 (73.9)                          | 25.8 (78.4)                          |
| Tối thiểu trung bình ngày °C (°F)        | 16.2 (61.2)                          | 17.0 (62.6)                          | 18.4 (65.1)                          | 20.7 (69.3)                          | 21.9 (71.4)                          | 21.5 (70.7)                          | 20.9 (69.6)                          | 20.9 (69.6)                          | 20.9 (69.6)                          | 20.2 (68.4)                          | 18.5 (65.3)                          | 16.9 (62.4)                          | 19.5 (67.1)                          |
| Thấp kỉ lục °C (°F)                      | 7.1 (44.8)                           | 9.8 (49.6)                           | 9.9 (49.8)                           | 11.3 (52.3)                          | 15.0 (59.0)                          | 17.5 (63.5)                          | 14.3 (57.7)                          | 17.2 (63.0)                          | 16.8 (62.2)                          | 13.0 (55.4)                          | 10.0 (50.0)                          | 9.5 (49.1)                           | 7.1 (44.8)                           |
| Lượng Giáng thủy trung bình mm (inches)  | 0.9 (0.04)                           | 2.6 (0.10)                           | 3.2 (0.13)                           | 12.3 (0.48)                          | 82.4 (3.24)                          | 217.2 (8.55)                         | 176.1 (6.93)                         | 186.0 (7.32)                         | 190.8 (7.51)                         | 65.6 (2.58)                          | 14.5 (0.57)                          | 2.9 (0.11)                           | 954.5 (37.58)                        |
| Số ngày giáng thủy trung bình (≥ 0.1 mm) | 0.7                                  | 0.6                                  | 0.6                                  | 1.7                                  | 8.1                                  | 17.8                                 | 16.9                                 | 16.6                                 | 18.1                                 | 8.4                                  | 2.5                                  | 1.3                                  | 93.3                                 |
| Nguồn: Servicio Meteorologico Nacional   |                                      |                                      |                                      |                                      |                                      |                                      |                                      |                                      |                                      |                                      |                                      |                                      |                                      |